# Trábea

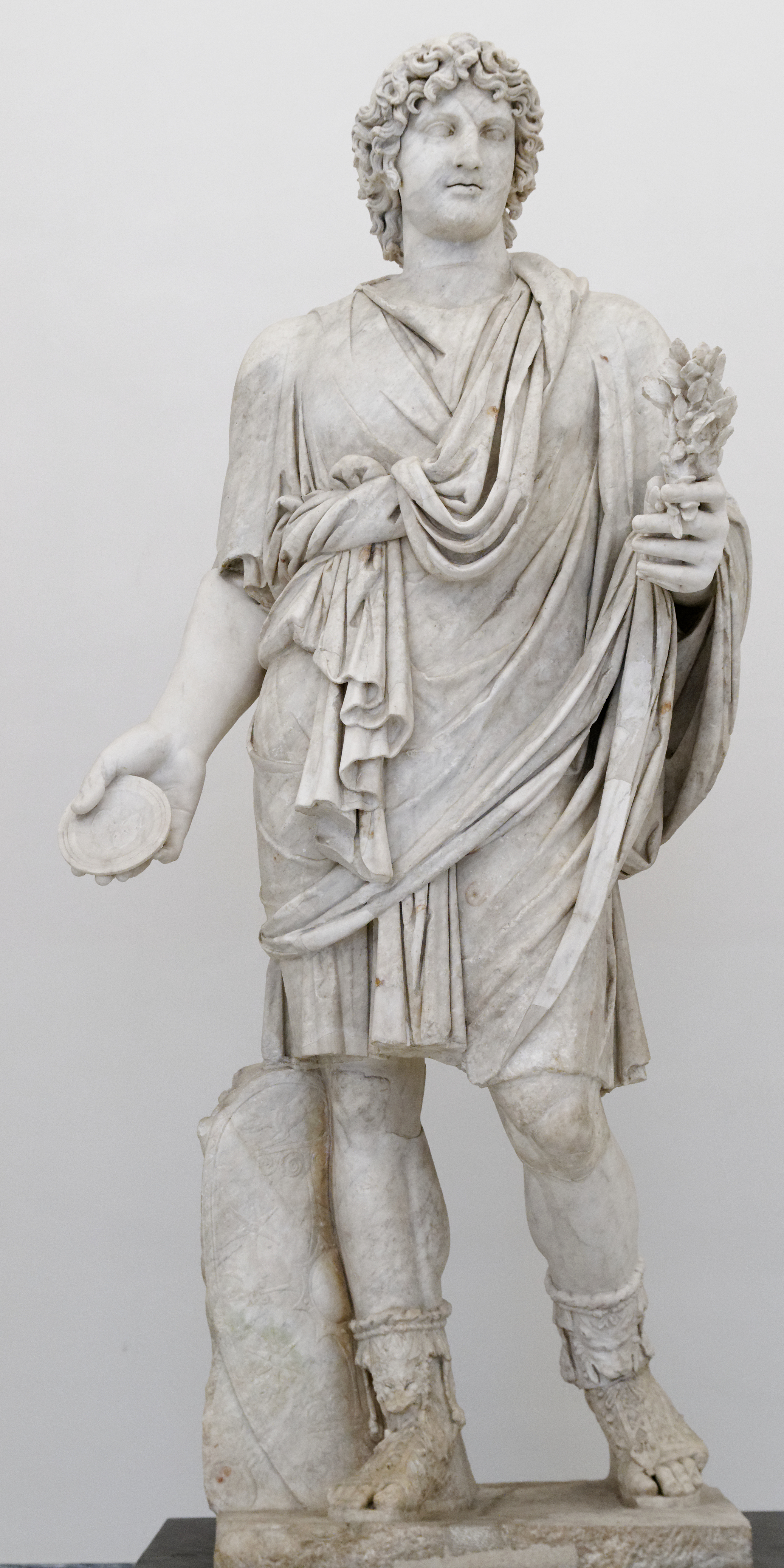
Escultura romana, conocida como Lare Farnese, ataviada con una trábea.

Se llama trábea a una parte del vestido que usaban los romanos y se ponían sobre la túnica. 
La trábea era más corta y estrecha que la toga y la toga pretexta y tenía alguna analogía con el paludamentum y la clámide. Era un vestido propio y particular de los caballeros romanos como lo vemos en algunos pasajes de Tácito, de Suetonio y de Dionisio de Halicarnaso y era blanca como el ságum de los soldados bien que adornada de tiras de púrpura llamadas trabes o virgae según eran éstas más o menos estrechas. De esto resulta que la trábea usada por los caballeros era diferente del paludamento de los generales, el cual era todo de púrpura. 
De un pasaje de Suetonio conservado por Servio vemos que había tres especies de trábeas:
- Una toda de púrpura, destinada a los dioses.
- otra, también púrpura pero con partes blancas, que era la utilizada por los reyes.
- Una tercera, teñida por el cocus o cochinilla, sustancia que se recogía en África y en España, menos apreciable que el múrex. Esta trábea era peculiar de los augures.

La trábea servía para caracterizar a las personas que la llevaban. De aquí viene llamar trabeatae a algunas comedias que representaban militares o caballeros. Del mismo modo, se llamaban togatae (fábula togata) a las que figuraban simples particulares y pretextae a aquellas en que figuraban las personas de primer rango.